# 姫野龍太郎
姫野 龍太郎（ひめの りゅうたろう、1955年 - ）は日本の数値流体力学者で、工学博士である。現在は理化学研究所情報基盤センターのセンター長。大分県出身。

## 人物・来歴
- 1973年、大分県立別府鶴見丘高等学校 第25回 昭和48年卒業。
- 1979年、京都大学大学院工学研究科修了。同年、日産自動車に就職。以降は車体に掛かる、空気力学を研究し、フェアレディZなどのスポーツカーの開発に携わる。
- 1998年、理化学研究所に研究の拠点を移す。
- 1999年、埼玉大学大学院理工学研究科客員助教授を務める。
- 2005年、第83期日本機械学会流体工学部門長[3]。
- 2007年、第85期日本機械学会計算力学部門長[4]。
- 人口技能の研究グループに参加していたこともある。その研究結果として「日経サイエンス主催コンピュータビジュアリゼーションコンテスト最優秀賞」や「日本機械学会・学会賞」など、多数の受賞歴を持つ。
- 姫野ベンチとよばれるコンピュータの性能を測るベンチマークソフトを開発、配布している。
- 現在は人体の血流や臓器をテーマに数値モデルの構築と変化球のシミュレーションモデルの解析をメインに研究をしている。結果として、ジャイロボールをはじめとした野球で使われる球種の空気抵抗値を計算している。
- 趣味は、ソフトボール、ポジションはキャッチャー。

## 著書
- 「魔球をつくる」（岩波書店） ISBN 978-4000065757
- 「魔球の正体」（ベースボール・マガジン社） ISBN 978-4583036724
- 「野球が面白くなる変化球の大研究」（岩波書店） ISBN 978-4007000461